# 38 cm K (E)
Il 38 cm Kanone (Eisenbahnlafette) "Siegfried", abbreviato in 38 cm K (E), era un cannone ferroviario tedesco impiegato durante la seconda guerra mondiale.

## Storia
Originariamente il cannone navale 38 cm SK C/34 venne realizzato dalla Krupp per armare le navi da battaglia classe Bismarck ed era la risposta tedesca al 380 mm Mle 1935 delle navi classe Richelieu.
Alcune bocche da fuoco di surplus vennero trasferite allo Heer, che ordinò 7 cannoni ferroviari Siegfried. Lo sviluppo del sistema da parte di Krupp ebbe inizio nel 1939 e richiese due anni. Contrariamente agli adattamenti abbastanza rustici di altre bocche navali ad affusti ferroviari, la progettazione di questo pezzo particolarmente elaborato fu frutto di un lungo lavoro di studio e messa a punto da parte della Krupp. Era la più grossa bocca da fuoco tedesca trasportabile in unico pezzo, consentendo una relativamente rapida messa in batteria.
Nel 1941 iniziò la costruzione ed i primi due pezzi furono completati nel 1942; a questi seguì una seconda coppia nel tardo 1944. Gli altri 3 pezzi non furono mai completati. Le canne utilizzate erano le n. 80, 81, 82 ed 83. Le armi divenute operative furono schierate in Francia.

## Tecnica
La bocca da fuoco da 380 mm, con otturatore a cuneo orizzontale, era inserita in una culla con freno di sparo idro-pneumatico; questa era incavalcata su un affusto a trave, poggiante sul pianale di due carrelli ferroviari ad 8 assi. La culla non aveva possibilità di brandeggio sull'affusto, quindi per il puntamento o si spostava l'intero impianto su una sezione curva di binario oppure lo si caricava su una piattaforma girevole Vögele (Vögele-Drehscheibe). La piattaforma girevole Vögele era costituita da una guida circolare intorno ad un perno rotante, che sostenevano una piattaforma girevole sulla quale l'affusto ferroviario, su due carrelli ferroviari a 8 assi, veniva caricato grazie ad una rampa. La piattaforma era dotata alle estremità di rulli che poggiavano sulla guida esterna. La piattaforma aveva una portata di 300 tonnellate, abbastanza per poter sostenere la maggior parte dei cannoni ferroviari tedeschi. Per il caricamento il cannone doveva essere portato ad alzo 0° dopo ogni colpo.

## Munizionamento
Il cannone utilizzava il sistema standard sui grossi calibri navali tedeschi, basato su una carica di lancio principale in bossolo di ottone, che garantiva la tenuta dei gas di sparo, e su una carica aggiuntiva in sacco di seta. Erano disponibili quattro tipi di granata, inclusa la Siegfried-Granate, una munizione speciale a lunga gittata sviluppata dall'esercito.
| Nome                                    | Tipo                                                                     | Peso   | Carica       | Velocità alla volata | Gittata  |
| --------------------------------------- | ------------------------------------------------------------------------ | ------ | ------------ | -------------------- | -------- |
| Sprenggranate L/4.6 m KZ m Hb           | granata HE, con spoletta anteriore, con cappuccio balistico              | 800 kg | ?            | 820 m/s              | 42.000 m |
| Sprenggranate L/4.4 m BdZ m Hb          | granata HE, con spoletta posteriore, con cappuccio balistico             | 800 kg | ?            | 820 m/s              | 42.000 m |
| Panzer- Sprenggranate L/4.4 m BdZ m Hb  | granata AP, con spoletta posteriore, con cappuccio balistico             | 800 kg | ?            | 820 m/s              | 42.000 m |
| Siegfried-Granate L/4.5 m KZ u BdZ m Hb | granata HE, con spoletta anteriore e posteriore, con cappuccio balistico | 495 kg | 69 kg di TNT | 1.050 m/s            | 55.700 m |